# فیلم ابرقهرمانی

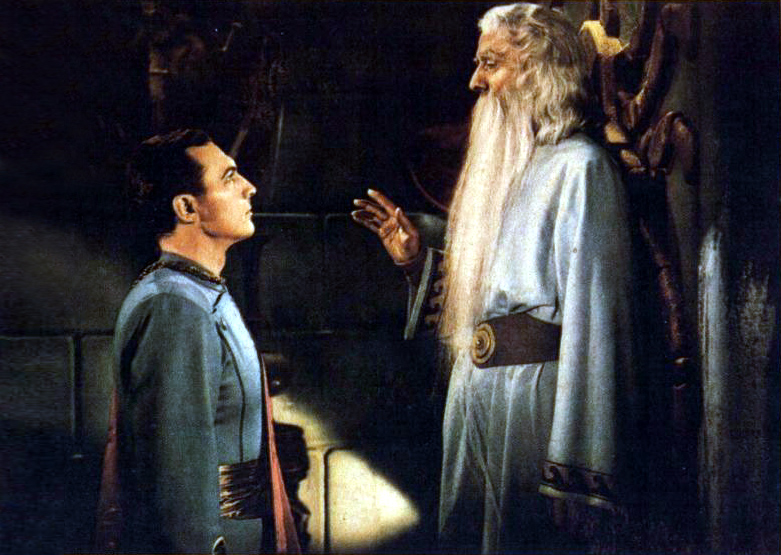
ماجراهای کاپیتان مارول، ریپابلیک پیکچرز، ۱۹۴۱

فیلم ابرقهرمانی یکی از ژانرهای فیلم‌های سینمایی است که با تکیه بر اعمال یک ابرقهرمان یا گروهی از ابرقهرمان‌ها یا یک ابرشرور یا گروهی از ابرشرورها ساخته می‌شود. این‌گونه فیلم‌ها می‌توانند در ژانرهای دیگری همچون اکشن، فانتزی و علمی-تخیلی رده‌بندی شوند. بیشتر این فیلم‌ها از کتاب‌های کامیک الهام گرفته شده‌اند.